# Ridala
Ridala (em estoniano:  Ridala vald) é um município rural estoniano localizado na região de Läänemaa.